# Вилњуски округ
Вилњуски округ  (литв. Vilniaus apskritis) је округ на југоистоку Литваније. Управно средиште округа је истоимени град, уједно и главни град Литваније. Округ већим делом припада литванској историјској покрајини Џукија.
Површина округа је 9.729 km², а 2008. у њему је живело 848.097 становника. У округу Вилњус 29% становника чини пољска мањина у Литванији.

## Положај
Вилњус округ је унутаркопнени округ у Литванији. То је и погранични округ са дугом границом према Белорусији на истоку. На северу се округ граничи са округом Утена, на северозападу са округом Паневежис, на западу са округом Каунас и на југозападу са округом Алитус.

## Општине
- Вилњус град
- Вилњус општина
- Електренај општина
- Тракај општина
- Укмерге општина
- Шалчининкај општина
- Швенчионис општина
- Ширвинтос општина